# The Best of Nelly Furtado
The Best of Nelly Furtado kompilacijski je album kanadske pjevačice Nelly Furtado. Sadrži najbolje hitove s njezina četiri posljednja albuma te tri nove pjesme "Night Is Young", "Stars" i "Girlfriend in the City". Album je dostupan u standardnom i deluxe izdanju. Svi njeni glazbeni videi dostupni su na dva CD-a i DVD-u. Album je objavljen 12. studenog 2010. godine u Ujedinjenom Kraljevstvu, a dan poslije i u ostatku svijeta.

## Popis pjesama
| 1.    | »I'm Like a Bird«                           | Nelly Furtado                                                   | Track & Field                       | 4:04 |
| 2.    | »Turn Off the Light«                        | Furtado                                                         | Track & Field                       | 4:36 |
| 3.    | »... On the Radio (Remember the Days)«      | Furtado                                                         | Track & Field                       | 3:55 |
| 4.    | »Fotografía« (featuring Juanes)             | Juan Aristizábal                                                | Juanes, Gustavo Santaolalla         | 4:00 |
| 5.    | »Powerless (Say What You Want)«             | Anne Dudley, Eaton, Furtado, Trevor Horn, Malcolm McLaren, West | Track & Field                       | 3:53 |
| 6.    | »Try«                                       | Furtado, West                                                   | Track & Field                       | 4:38 |
| 7.    | »Força«                                     | Eaton, Furtado, West                                            | Track & Field                       | 3:41 |
| 8.    | »Promiscuous« (featuring Timbaland)         | Furtado, Timothy Clayton, Nate Hills, Tim Mosley                | Timbaland, Danja                    |      |
| 9.    | »Maneater«                                  | Furtado, Mosley, Hills, Jim Beanz                               | Timbaland, Danja                    | 4:18 |
| 10.   | »Say It Right«                              | Furtado, Mosley, Hills                                          | Timbaland, Danja                    | 3:43 |
| 11.   | »All Good Things (Come to an End)«          | Furtado, Mosley, Chris Martin, Hills                            | Timbaland, Danja                    | 5:09 |
| 12.   | »In God's Hands«                            | Furtado, Rick Nowels                                            | Nelly Furtado, Rick Nowels          | 4:12 |
| 13.   | »Broken Strings« (featuring James Morrison) | James Morrison, Fraser T. Smith, Nina Woodford                  | Mark Taylor                         | 4:10 |
| 14.   | »Girlfriend in the City«                    | Furtado, Salaam Gibbs                                           | Salaam Remi                         | 4:41 |
| 15.   | »Night Is Young«                            | Furtado, Salaam Gibbs, Hernst Bellevue                          | Salaam Remi, Staybent Krunk-A-Delic | 3:32 |
| 16.   | »Stars«                                     | Furtado, Lester Mendez                                          | Lester Mendez                       | 4:28 |
| 17.   | »Manos al Aire«                             | Furtado, Alexis Puentes, James Bryan                            | Nelly Furtado, James Bryan          | 3:28 |
| 71:30 |                                             |                                                                 |                                     |      |